# ام‌وی همنواو
ام‌وی همنواو (به انگلیسی: MV Hamnavoe) یک کشتی است که طول آن ۱۱۲ متر (۳۶۷ فوت) می‌باشد. این کشتی در سال ۲۰۰۲ ساخته شد.